# Cabo Dejniov
Cabo Dezhnyov ou Cabo Dezhnev (em russo:  мыс Дежнёва, Mys Dejniova; anteriormente Cabo Oriental ou Cabo Vostochny)  é o ponto mais oriental da Ásia. Está localizado na península de Tchuktchi, a oeste do estreito de Bering e na região do okrug de Tchukotka.
Está situado apenas a 82 km de distância do cabo Príncipe de Gales, no Alasca. Entre os dois pontos estão localizadas as ilhas Diomedes e Fairway Rock no estreito de Bering. O nome do cabo é dado em honra do navegador russo Semion Dejniov (1605–1672) que o descobriu em 1648.